# 조시 펜스
조시 펜스(Josh Pence, 1982년 6월 8일)는 미국의 배우이다.

## 출연 작품
- 갱스터 스쿼드 - 데릴 베이츠 경관 역
- 라라랜드 - 조시 역
- 드레프트 데이 - 보 칼라한 역
- 알제리안
- 인 류 오브 플라워즈
- 써스트
- 빅터